# ليون بيرير
ليون بيرير (بالفرنسية: Léon Perrier)‏ هو سياسي فرنسي، ولد في 1 فبراير 1873 في فرنسا، وتوفي في 24 ديسمبر 1948 في أفينيون في فرنسا. حزبياً، نشط في Republican, Radical and Radical-Socialist Party ‏. وقد انتخب عضو مجلس الشيوخ في الجمهورية الفرنسية الثالثة وانتخب نائب فرنسي.